# 英落镇
英落镇是辽宁省海城市辖内的一个镇，该镇位于海城市东南方约23.6公里，面积为161.3平方公里，人口约4万余人，辖27个行政村，1个街道委员会。镇内多山，有滑石矿，镁矿等矿产。矿石开采和处理是英落镇主要工业。

## 行政区划
桥头溪乡下辖以下地区：
前英社区、青山怀社区、邬家堡村、冯家沟村、西洋峪村、石柱沟村、中腰屯村、牌坊村、南双庙村、烟台村、此老沟村、金屯村、石咀村、佛爷沟村、前窨峪村、后窨峪村、后英村、水泉村、草庙子村、赵家堡村、李家堡村和王家沟村。